# Rhys Thomas
Rhys Thomas (Essex, 12 de dezembro de 1978) é um cineasta, produtor cinematográfico, ator, humorista e escritor britânico. Como reconhecimento, foi indicado ao Primetime Emmy Awards 2019.